# 佐藤和弘 (スピードスケート選手)
佐藤 和弘（さとう　かずひろ、1967年4月6日 - ）は、北海道出身の元スピードスケート選手である。

## 来歴
釧路短期大学附属高等学校-専修大学-コクド
1990年アジア冬季競技大会男子5000m、男子10000mともに金メダル獲得。
1991年冬季ユニバーシアード男子5000m銀、男子10000m金メダル獲得。
1992年アルベールビルオリンピック代表に選ばれ、男子10000m5位入賞。同種目日本勢初の入賞を果たした。1500mは28位、5000mは17位だった。
1994年リレハンメルオリンピック代表に選ばれ、男子5000m、10000mともに13位だった。